# Значок (елемент GUI)
Іко́нка (від англ. icon), піктогра́ма (від лат. pictus — мальований і грец. γράμμα — письмовий знак, риска, лінія), значо́к (зменшене від знак) — елемент графічного інтерфейсу, невелике зображення, що репрезентує застосунок, файл, теку, вікно, компонент ОС, пристрій тощо. Відгукуючись на клацання мишкою чи іншим указівним пристроєм введення на значку («іконці»), процесор, звичайно, виконує відповідні дії (стартує застосунок, відкриває файл тощо).

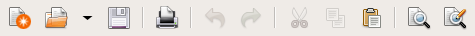
Піктограми на панелі інструментів текстового редактора gedit.

Значки винайдено в 1970 році в дослідницькому центрі PARC компанії «Xerox», Пало-Альто, щоб полегшити для новачків взаємодію з комп'ютером.[джерело?]

## Назва
Англійська мова подібні графічні елементи інтерфейсу користувача називає словом англ. «icon» (від грец. είκων — образ, символ, ікона). 

## Типи

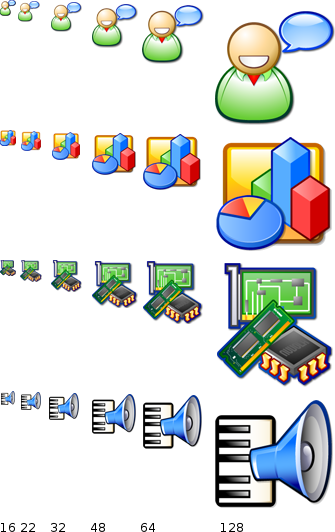
Значки Nuvola для KDE є двох видів: PNG-зображення шести розмірів і масштабовані векторні SVG‐зображення.

Як правило, піктограми є растровими картинками квадратного формату стандартних розмірів  16, 24, 32, 48, 64, 128 чи 256, ба, навіть 512 пікселів.
В операційних системах «Microsoft Windows» та «Windows NT»найуживанішими є квадратні піктограми з довжиною сторони 16, 32 і 48 пікселів. Різноманітні середовища використовують значки зі стороною 24, 40, 60, 72, 92, 108, 128 пікселів та інші. Завдяки збільшенню роздільності моніторів сучасні операційні системи підтримують дедалі більші розміри значків: до 256×256 для Windows Vista, до 512×512 для Mac OS X.
Звичайно, файл значка містить у собі кілька окремих зображень, що відрізняються розмірами та кількістю кольорів, що використовуються.
Вебсайти також можуть мати піктограми, відтворювані в адресному рядку й у закладках браузера. Такі піктограми виробляють за технологією favicon.

## Дизайн

### Редизайн

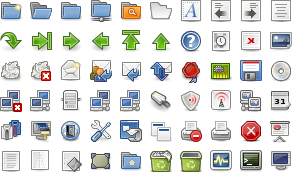
Приклади піктограм із добору Tango Desktop Project

Ті значки, які вже включено до ОС, не завжди задовольняють смаку та потребам користувачів, тому існує багато незалежних художників і творчих груп, що спеціалізуються на створенні нових значків. 